# Cisne-pequeno
O cisne-pequeno ou cisne-da-tundra (Cygnus columbianus bewickii) é uma ave anseriforme que nidifica no Ártico, mas que migra longas distâncias a fim de passar o inverno na Europa, China, Japão e Estados Unidos.
As crias acompanham os pais nessa migração com apenas 3 meses de idade. As fêmeas põem os ovos num ninho de musgo e juncos, em solo apaulado, perto de água. Em geral, forram-no com penugem que a fêmea arranca do peito para manter os ovos quentes.
Estudos recentes realizados nas populações invernantes nos Países Baixos mostraram que o cisne-pequeno sofre uma autêntica remodelação interna durante os cinco meses de migração, alongando o intestino de 2,5 metros para 4 metros. Pouco antes da migração para norte, e durante a migração propriamente dita, o intestino volta a reduzir-se a 2,5 metros. Esta adaptação permite ao cisne-pequeno tirar o maior proveito da sua dieta que durante o Inverno é constituída quase exclusivamente por erva. Apesar deste tipo de alteração ser relativamente comum entre aves migratórias, a extensão desta no cisne-pequeno é particularmente notável.